# Stylapterus dubius
Stylapterus dubius är en tvåhjärtbladig växtart som först beskrevs av Stephens, och fick sitt nu gällande namn av R. Daklgr.. Stylapterus dubius ingår i släktet Stylapterus och familjen Penaeaceae. Inga underarter finns listade i Catalogue of Life.